# A 18. angyal
A 18. angyal (eredeti cím: The Eighteenth Angel) 1997-es amerikai horrorfilm, Christopher McDonald, Rachael Leigh Cook, Stanley Tucci, Wendy Crewson és Maximillian Schnell főszereplésével. Rendezője William Bindley, írója David Seltzer.

## Cselekmény
Egy ősi írás megjövendöli a Sátán dicsőséges visszatértét: az esemény korunkban várható. Egy mániákus tudós megkísérli tudományos módszerekkel feléleszteni a gonoszt. Démoni tervet kovácsol. A gonosz lelkét az angyalok szépségével akarja kombinálni. Ehhez már minden mrgvan, már csak egy angyali arc kell hozzá. A gyönyörű, ártatlan, 15-ödik évében járó Lucy szépsége megfelel. Lucy nem sejt semmi rosszat, amikor egy vonzó modorú idegen Olaszországba invitálja és elképesztő modellkarriert ígér neki. A helyszínen furcsa történések követik egymást. Lucy apja késve jön rá, hogy baj van és Lucyt kelepcébe csalták. Harcolni kezd, hogy megmentse lánya életét és lelkét...

## Szereposztás
- Christopher McDonald mint Hugh Stanton
- Rachael Leigh Cook mint Lucy Stanton
- Stanley Tucci mint Todd Stanton
- Wendy Crewson mint Norah Stanton
- Maximillian Schell mint Father Simeon

## Fogadtatás
A 18. angyal 42%-nál tart a közönségi pontszámokkal a Rotten Tomatoes oldalon.